# Bursera heliae
Bursera heliae är en tvåhjärtbladig växtart som beskrevs av Rzed. & Calderón. Bursera heliae ingår i släktet Bursera och familjen Burseraceae. Inga underarter finns listade i Catalogue of Life.